# Лазерж, Ипполит
Жан Раймон Ипполит Лазерж (фр. Jean Raymond Hippolyte Lazerges; 5 июля 1817, Нарбон — 24 октября 1887, Сиди-Мохамед (ныне г. Алжир) — французский художник, мастер портрета, ориенталист, композитор, автор песен.

## Биография

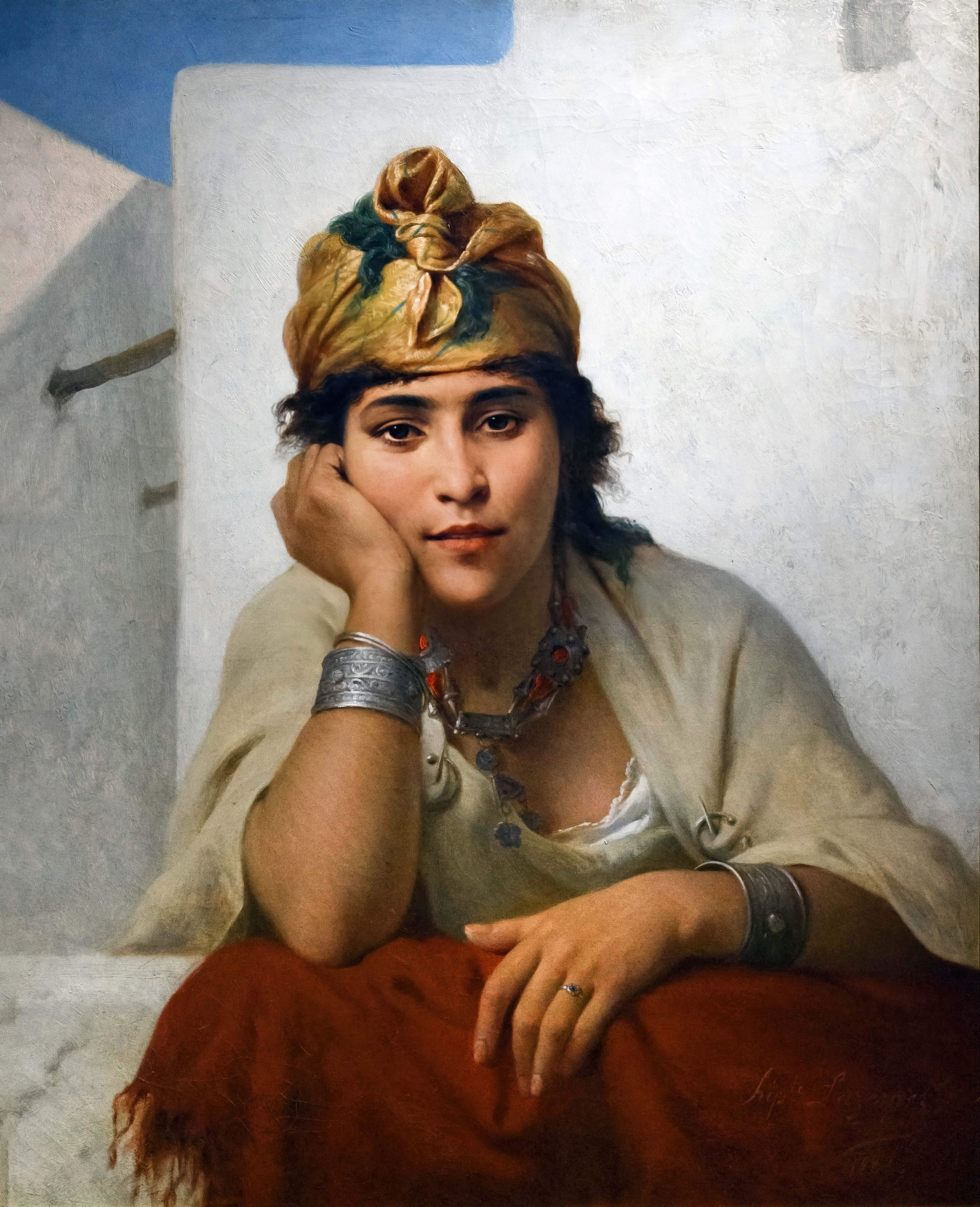
«Грёзы». 1883 г.

Сын городского пекаря. Несколько лет в детстве провёл в Алжире. Вернувшись на родину, в 1838 году был призван на воинскую службу. После демобилизации стал учиться живописи. Ученик Давида д’Анже и Франсуа Бушо.
После посещения Северной Африки посвятил своё творчество восточным мотивам, а с 1876 г. навсегда переселился в Алжир.
С 1863 по 1868 г. создал ряд фресок, изображающих эпизоды из жизни Девы Марии, хранящихся в девяти из тринадцати приделов орлеанской церкви Богоматери (Église Notre-Dame-de-Recouvrance d’Orléans). В 1865—1869 г. украсил церковь Сен-Лоран в Орлеане.
За успехи на Всемирной выставке 1867 г. стал кавалером ордена Почётного легиона.

## Творчество
Один из основателей школы алжирских художников-ориенталистов, востоковедов XIX-го века, чьи полотна характеризуются реалистичным и романтичным изображением людей и мавританских пейзажей.
Известен своими портретами, религиозными и аллегорическими картинами. Его картина «Смерть Богоматери» украшает часовню дворца Тюильри. Прекрасный театральный художник.
Автор нескольких эссе (La forme et l’idéal dans l’art (1882).
Ипполит Лазерж также известен как композитор ряда вокальных мелодий, многие из которых, такие как Vive Paris и Retour en France, были популярными песенками в XIX веке.
Его работы ныне хранятся в музее изящных искусств Дижона, музее искусства и истории Нарбонна, на факультете графического искусства в Лувре, в музее на набережной Бранли, в музее Орсэ и др.

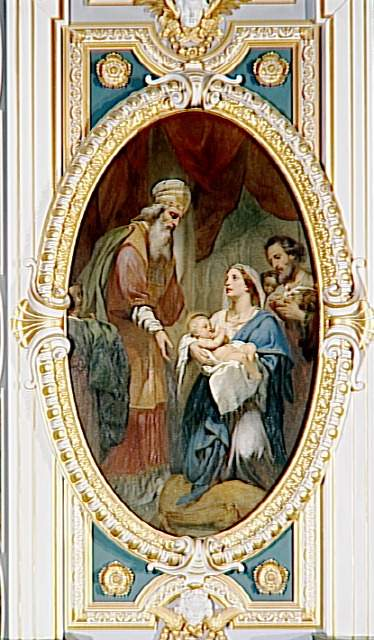
Введение во храм. 1855
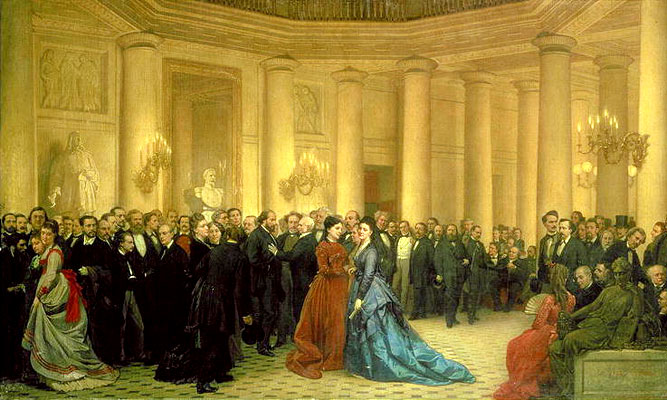
Театр Одеон. 1869
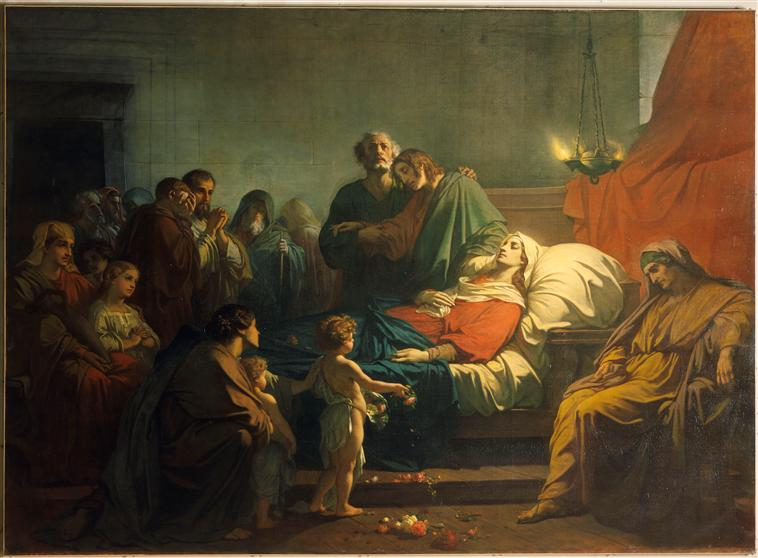
Успение Богоматери
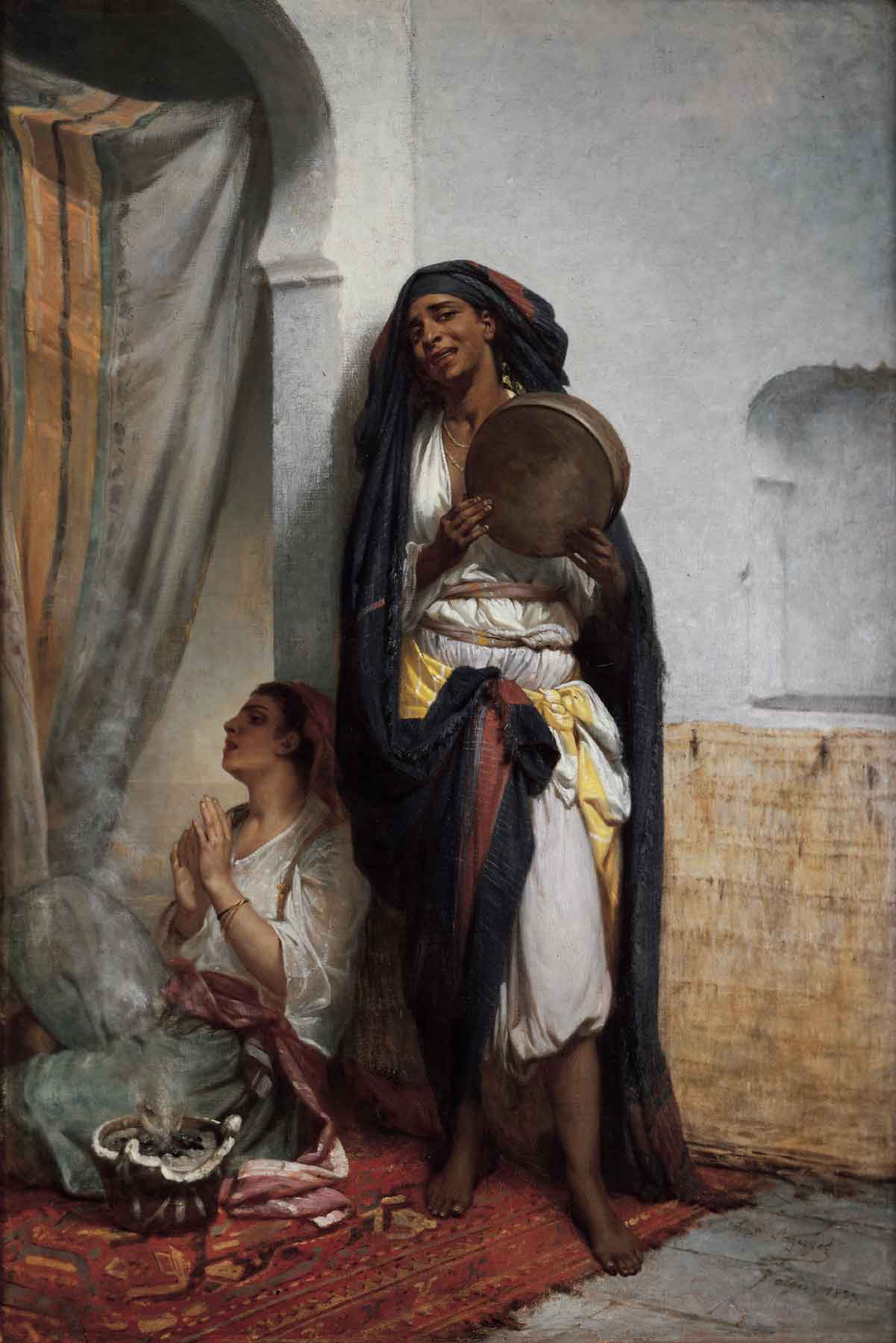
Певица Фатима. 1877